# Brasilianische Badmintonmeisterschaft 2014
Die Brasilianische Badmintonmeisterschaft 2014 fand als 21ª Copa Sul de Badminton vom 20. bis zum 23. November 2014 im Clube do Professor Gaúcho in Porto Alegre statt.

## Medaillengewinner
| Disziplin    | Gold                        | Silber                                    | Bronze                                             |
| ------------ | --------------------------- | ----------------------------------------- | -------------------------------------------------- |
| Herreneinzel | Daniel Paiola               | Francielton Farias                        | Lucas Constant Silva                               |
| Herreneinzel | Daniel Paiola               | Francielton Farias                        | Alex Tjong                                         |
| Dameneinzel  | Fabiana Silva               | Gabriela Santos                           | Mariana Pedrol Freitas                             |
| Dameneinzel  | Fabiana Silva               | Gabriela Santos                           | Yasmin Cury                                        |
| Herrendoppel | Daniel Paiola Hugo Arthuso  | Alisson de Souza Vasconcellos Eduardo Vaz | Gabriel Gandara Pedro Chen                         |
| Herrendoppel | Daniel Paiola Hugo Arthuso  | Alisson de Souza Vasconcellos Eduardo Vaz | Cleudson Jardel Lima Francielton Farias            |
| Damendoppel  | Fabiana Silva Paula Pereira | Mariana Pedrol Freitas Thalita Correa     | Marta Lopes Paloma da Silva                        |
| Damendoppel  | Fabiana Silva Paula Pereira | Mariana Pedrol Freitas Thalita Correa     | Claudia Low Thayse Cruz                            |
| Mixed        | Hugo Arthuso Fabiana Silva  | Daniel Paiola Paula Pereira               | Alisson de Souza Vasconcellos Bianca Oliveira Lima |
| Mixed        | Hugo Arthuso Fabiana Silva  | Daniel Paiola Paula Pereira               | Luíz dos Santos Ana Paula Campos                   |